# Химера (сериал, 2022)
«Химера» — российский драматический сериал производства Иви и продюсерской компании «Среда». Премьера сериала на платформе Иви состоялась 15 сентября 2022 года. Съемки проходили в городе Санкт-Петербург.
Для саундтрека сериала музыкант Дельфин выпустил песню и клип «Вопросы».

## Сюжет
Сериал посвящён истории становления российского наркобизнеса в даркнете в 2010-х годах. 
Главный герой — программист Дима. Чтобы заработать деньги на лечение младшего брата, он участвует в сделке по продаже наркотиков и модернизирует в результате всю систему российской наркоторговли. В этой системе переплетаются три условных мира — мир сложившихся мафиозных структур, мир молодых наркоторговцев, желающих «перевернуть игру», и мир борцов с наркобизнесом — майора ФСКН и журналистки.

## В ролях
| Актёр               | Роль                                                              |
| ------------------- | ----------------------------------------------------------------- |
| Эльдар Калимулин    | Дмитрий Сапегин («Джус»)                                          |
| Александр Кузнецов  | Константин Коньков, майор ФСКН                                    |
| Лукерья Ильяшенко   | Ксения, журналист                                                 |
| Андрей Смирнов      | Евгений Татаринцев («Татарин»), криминальный бизнесмен            |
| Елена Прудникова    | Лариса Татаринцева, жена Евгения                                  |
| Егор Корешков       | Сергей Татаринцев, сын Евгения                                    |
| Дарья Авратинская   | Карина, жена Сергея                                               |
| Василий Михайлов    | Тёма («Йода»)                                                     |
| Ангелина Загребина  | Лера («Химера»)                                                   |
| Игорь Миркурбанов   | Карим Рахмонов, криминальный бизнесмен                            |
| Вадим Норштейн      | Талгат, помощник Рахмонова                                        |
| Артур Иванов        | Иван Николаевич Лебедев, генерал-майор, начальник Управления ФСКН |
| Кристина Кучеренко  | Арина, дочь Лебедева                                              |
| Артур Ваха          | Пётр Глушко, генерал полиции                                      |
| Юлия Марченко       | Аля, мать Димы                                                    |
| Александр Кудренко  | Антон, отец Димы                                                  |
| Сахат Дурсунов      | Али Ахмедов, наркоторговец                                        |
| Азамат Нигманов     | «Ташкентбой», помощник Ахмедова                                   |
| Алексей Шильников   | «Big bro», хакер                                                  |
| Василий Копейкин    | Егор                                                              |
| Никита Еленев       | Юра («Кабан»)                                                     |
| Наталья Земцова     | Светлана, жена Конькова                                           |
| Евгений Коряковский | Иван Близнов («Айболит»), химик                                   |

## Критика и рецензии
Денис Горелов, Комсомольская Правда
Слабых исполнителей в фильме нет. Когда до смерти четыре шага, артиста насквозь видно, и в «Химере» на высоте даже эпизодники.
Ярослав Забалуев, Москвич Mag
Стать русской «Прослушкой» (или даже «Крестным отцом») «Химере», пожалуй, мешают обычные грехи отечественных сериалов. Здесь многовато лишних диалогов, придающих действию громоздкости. Здесь хватает неряшливости, вызванной стремлением высечь из зрителя эмоции, особенно это касается, увы, финальной части. Однако сложность выстроенной структуры и вполне реальная острота проблематики в данном случае перевешивают недочеты. Если бы все российские сериалы были хотя бы такими по качеству, о них хотелось бы говорить гораздо чаще.
Николай Корнацкий, Ведомости
Частое пожелание стриминговым сериалам – побольше бы времени. Сценарию – ещё бы пару-другую драфтов, съемочной группе – ещё съемочных дней, и вышел бы отличный петербургский нуар на века. А так получился скорее любопытный жанровый эксперимент, который гораздо слабее возможностей всех причастных.